# Прокопцевская
Прокопцевская — деревня в Устьянском районе Архангельской области. Входит в состав муниципального образования «Октябрьское».

## География
Деревня расположена в южной части Архангельской области, в таёжной зоне, в пределах северной части Русской равнины, в 3,6 километрах (по автомобильной дороге) на запад от посёлка Октябрьский, на левом берегу реки Устья, близ впадения в неё притока Соденьга. Ближайшие населённые пункты: на западе, на противоположном берегу Соденьги, деревня Павлицево и посёлок Сушзавода; на севере, на противоположном берегу Устьи, деревня Мягкославская; на востоке посёлок Октябрьский.
Часовой пояс
Прокопцевская, как и вся Архангельская область, находится в часовой зоне МСК (московское время). Смещение применяемого времени относительно UTC составляет +3:00.

## Население
| 2002 | 2010 | 2012 |
| ---- | ---- | ---- |
| 227  | ↗228 | ↘219 |

## История
Указана в «Списке населённых мест по сведениям 1859 года» в составе 2-го стана Вельского уезда Вологодской губернии под номером «2314» как «Прокопцово (Заслоново)». Насчитывала 13 дворов, 42 жителя мужского пола и 40 женского.
В материалах оценочно-статистического исследования земель Вельского уезда упомянуто, что в 1900 году в административном отношении деревня входила в состав Тарасонаволоцкого сельского общества Камкинской волости. На момент переписи в селении Прокопцево (Заслоново) находилось 19 хозяйств, в которых проживало 50 жителей мужского пола и 61 женского.